# Rossillon

Rossillon este o comună în departamentul Ain din estul Franței.